# Polska Wieś (Pobiedziska)
Polska Wieś – nazwa niestandaryzowana, część miasta Pobiedziska,  położona we wschodniej części miasta, od wschodu graniczy z Polską Wsią w gminie Pobiedziska.
Nazwa wymieniona w PRNG z uwagą wg Urzędu Miasta nazwa nie funkcjonuje.